# Grania ovitheca
Grania ovitheca är en ringmaskart som beskrevs av Erséus 1977. Grania ovitheca ingår i släktet Grania och familjen småringmaskar. Arten är reproducerande i Sverige. Inga underarter finns listade i Catalogue of Life.